# Royal Court Theatre
El Royal Court Theatre és un teatre britànic de la ciutat de Londres, Anglaterra, situat a la Sloane Square, al barri de Kensington i Chelsea. Es tracta d'un teatre no comercial, l'objectiu principal del qual és la promoció del teatre contemporani. Des del 1956 és propietat de la seva companyia de teatre resident, la the English Stage Company.